# روقرنیزی

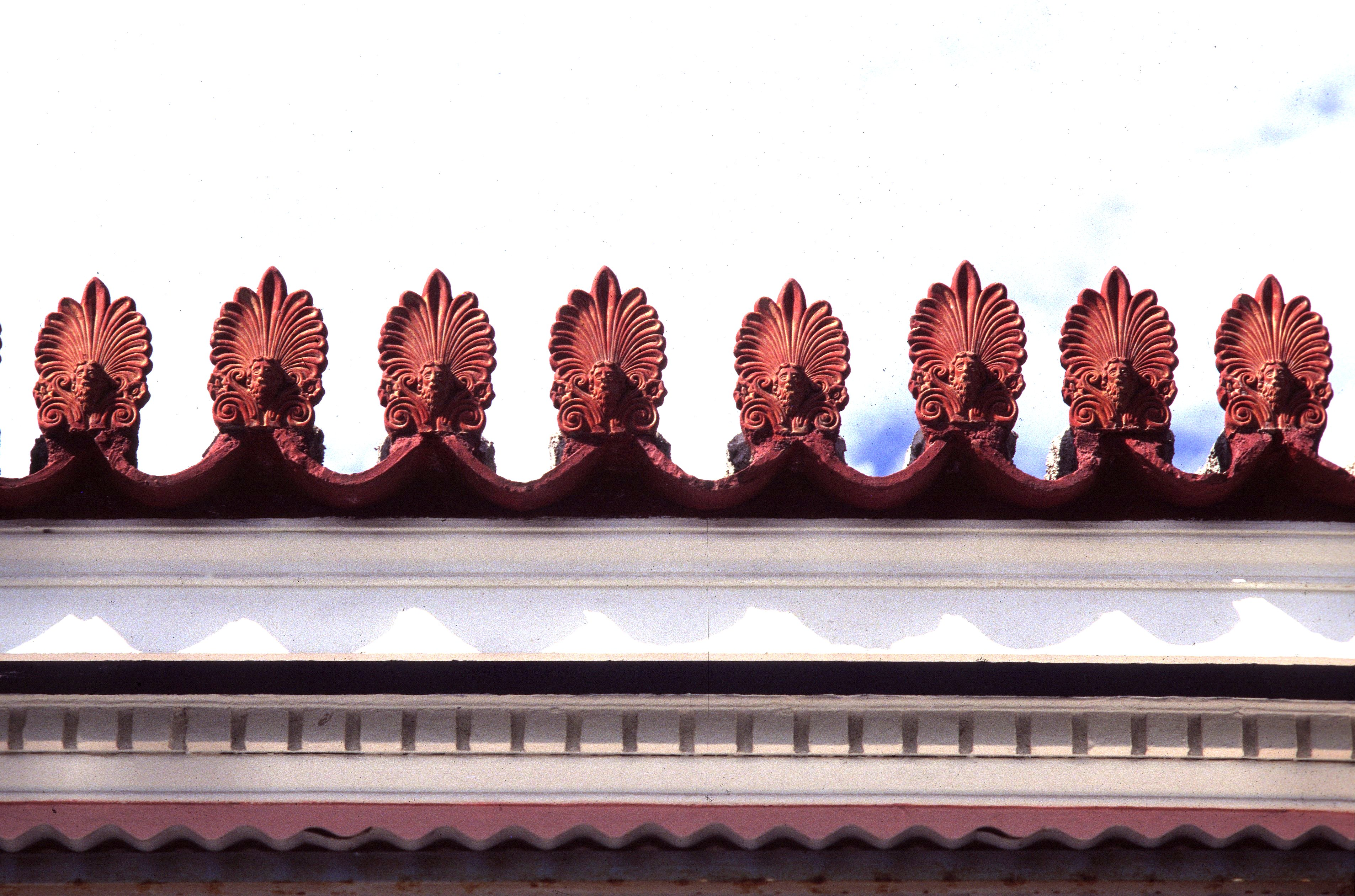
روقرنیزی‌هایی در آنتمیون، آتن.

روقرنیزی (انگلیسی: Antefix) یک عنصر تزئینی در معماری است که در لبه‌های سقف‌های سفالی یا کاشی‌کاری شده قرار می‌گیرد. این عناصر معمولاً از جنس سفال یا سنگ ساخته می‌شوند و برای پوشاندن و محافظت از انتهای کاشی‌های سقف و همچنین تزئین لبه‌های قرنیز استفاده می‌شوند. روقرنیزی‌ها در معماری‌های باستانی، به خصوص در معماری یونان و روم و همچنین در معماری‌های بعدی مانند معماری رنسانس و باروک، بسیار رایج بوده‌اند.
طرح‌های روقرنیزی‌ها بسیار متنوع است و می‌تواند شامل نقوش هندسی، گل‌ها، چهره‌های انسانی یا حیوانی، یا نمادهای مذهبی باشد. در معماری رومی، روقرنیزی‌ها معمولاً به شکل سر انسان یا حیوان بودند و گاهی اوقات با رنگ‌های روشن رنگ‌آمیزی می‌شدند.

## توصیف
روقرنیزی یک بلوک عمودی است که برای پوشاندن و محافظت از لبه‌های کاشی‌های سقف استفاده می‌شود. در ساختمان‌های بزرگ، سطح هر روقرنیزی سنگی معمولاً با طرح‌های گلدار یا نقوش دیگری تزئین می‌شد. در ساختمان‌های کوچک‌تر، روقرنیزی‌ها از جنس سفال بودند و با سر پیکره‌های انسانی، اساطیری یا نمادهای نجومی تزئین می‌شدند. در معابد رومی، اغلب از نقش‌های میناد و ساتیر به صورت متناوب استفاده می‌شد.
یکی از نمونه‌های رومی روقرنیزی، مربوط به دوره آگوستوس، سر دو بز را به هم چسبیده نشان می‌دهد که نماد صورت فلکی برج جدی است که توسط امپراتور آگوستوس به عنوان نشان خوش‌یمنی انتخاب شده بود. در باغ ویلا جولیا در رم، بازسازی یک معبد اتروسکی وجود دارد که سقف کاشی‌کاری شده آن با روقرنیزی‌ها تزئین شده است.

## نگارخانه

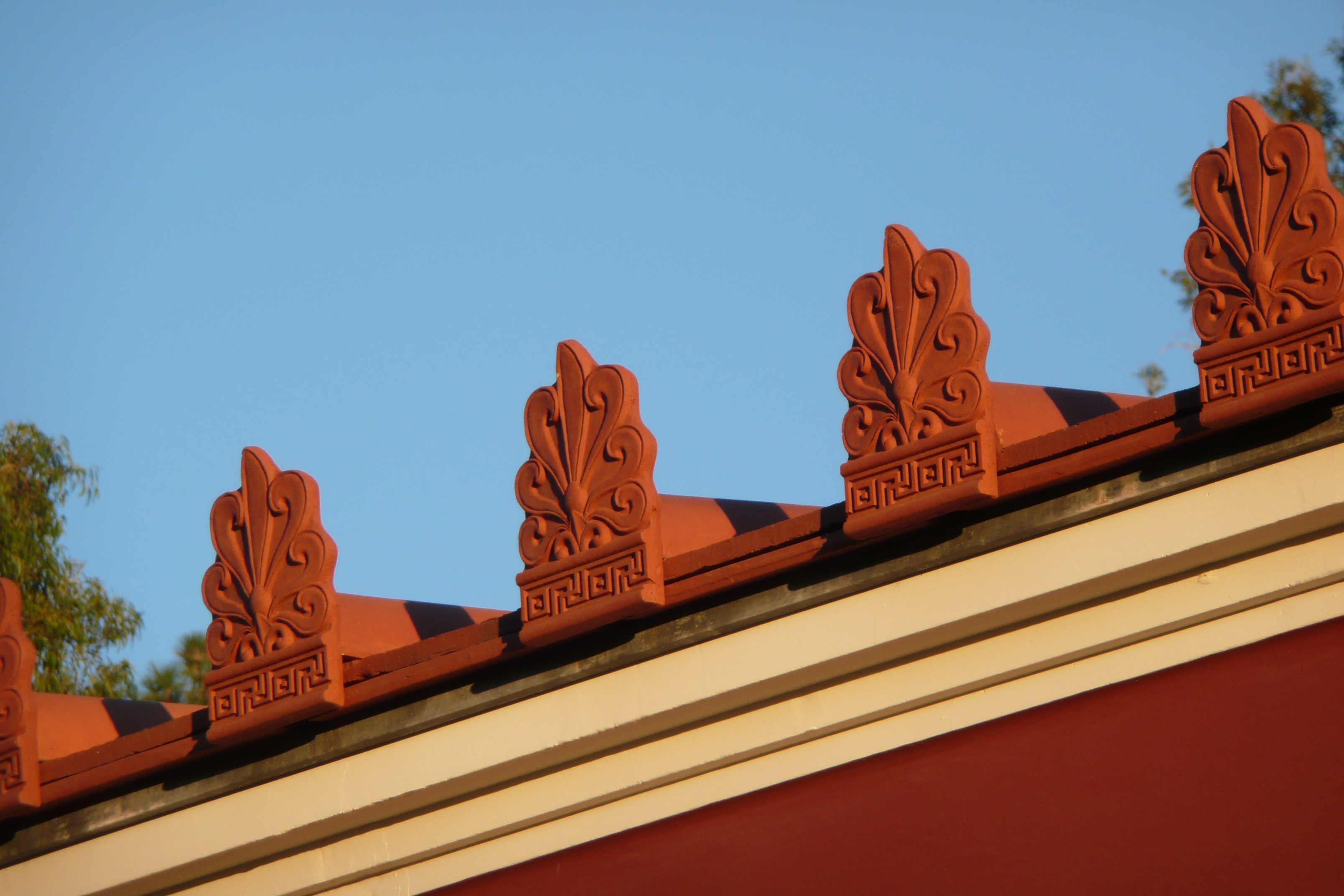
روقرنیزی با نقش برگ نخلی تزئینی در موزه گتی ویلا
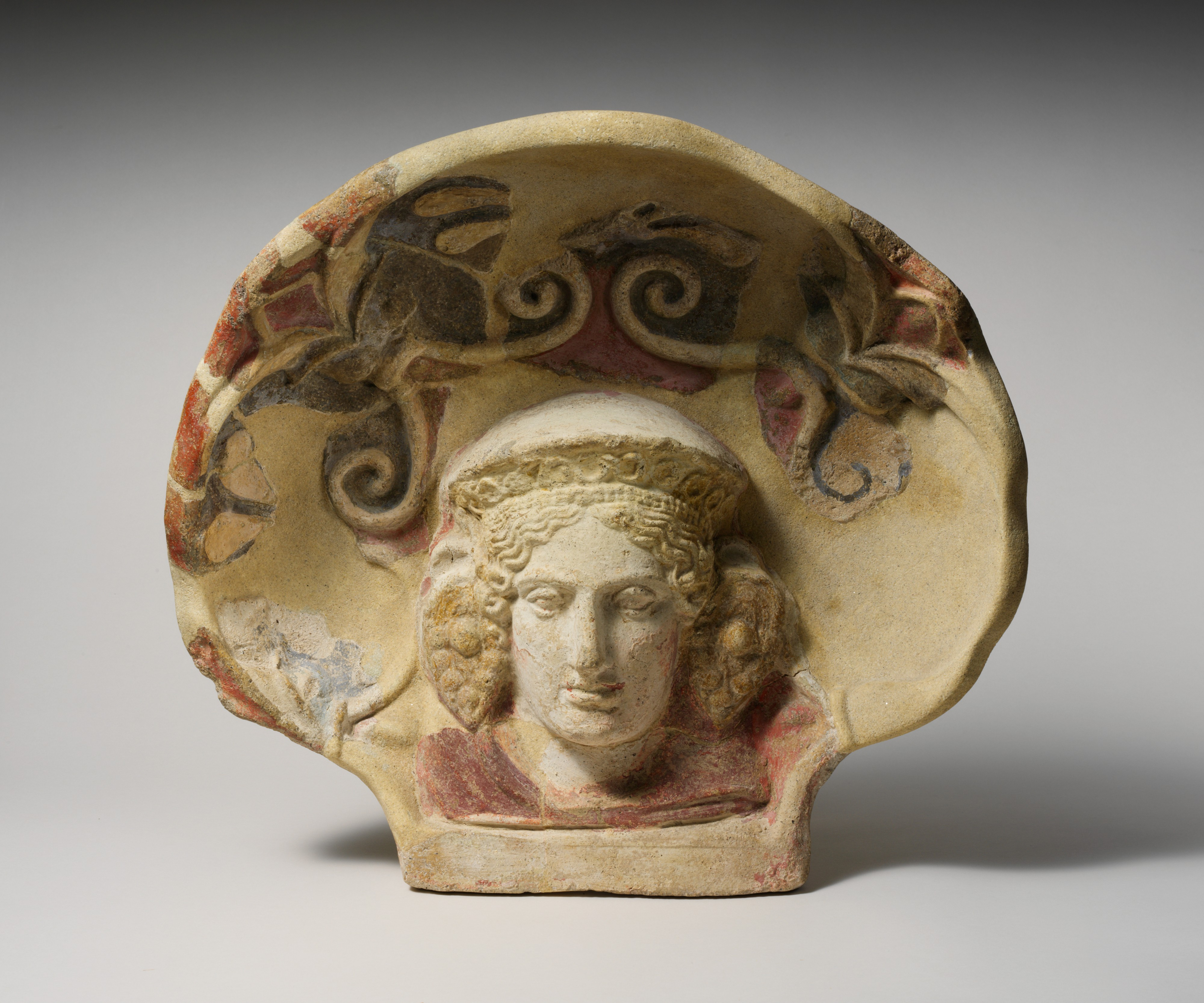
روقرنیزی اتروسکی از چروتری با نقش سر یک میناد که یک دیهیم استادانه و گوشواره‌های خوشه‌ای انگور پوشیده است، موزه متروپولیتن
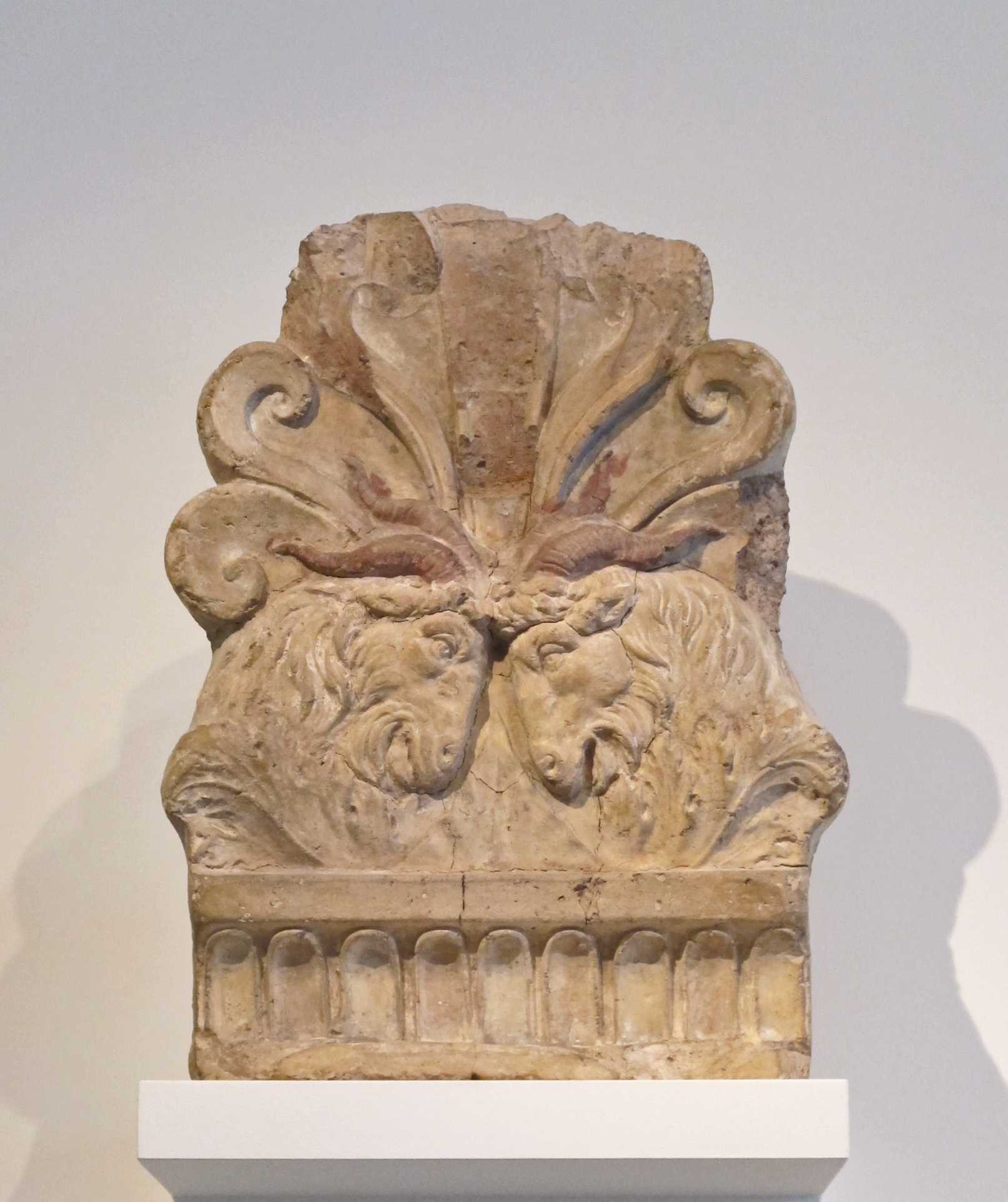
روقرنیزی رومی تزئین شده با سرهای دو بز نر که به یکدیگر ضربه می‌زنند، موزه متروپولیتن
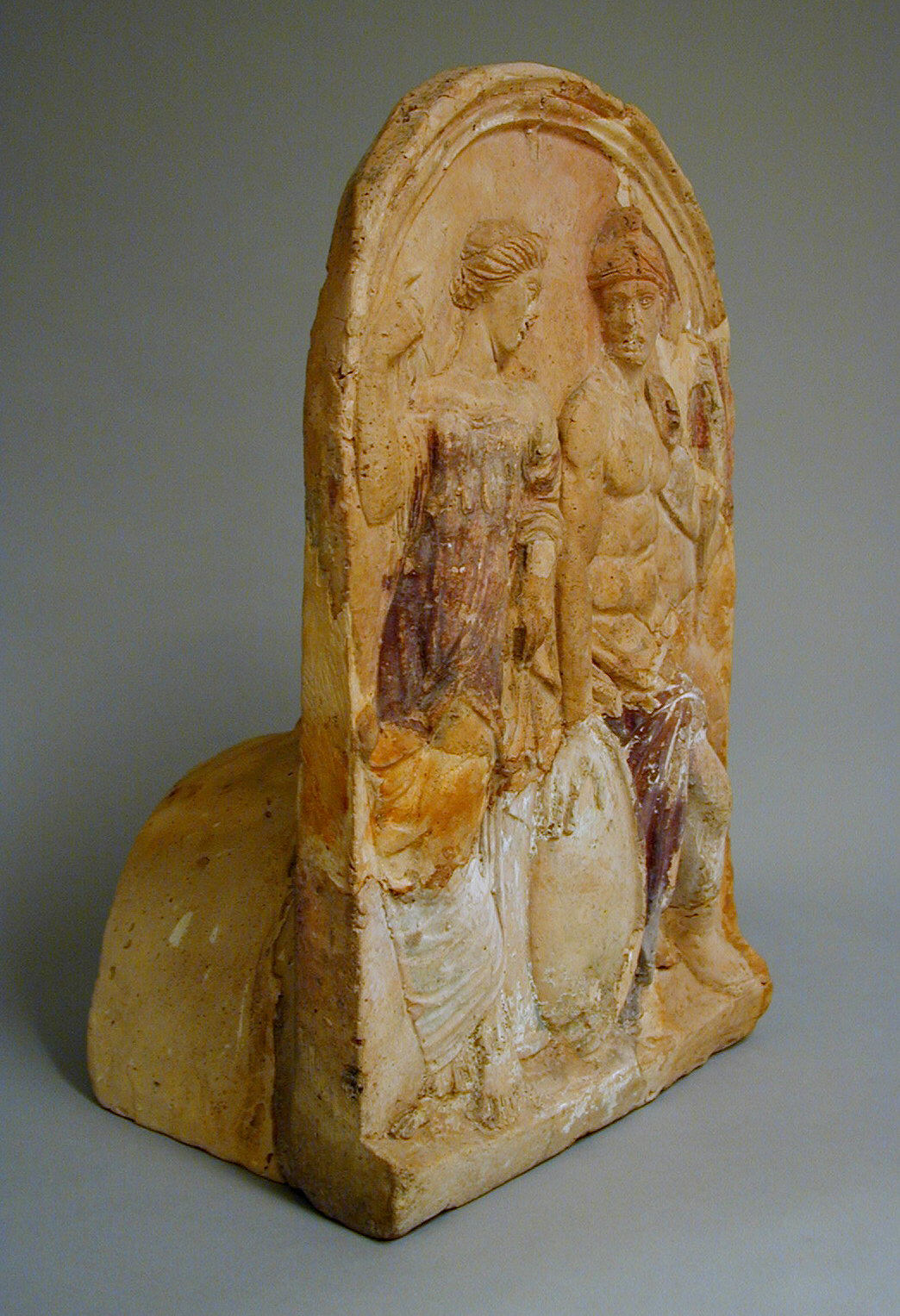
روقرنیزی رومی با تصویر ونوس (آفرودیت، الهه عشق) و معشوقش مارس (آرس، خدای جنگ)، موزه متروپولیتن
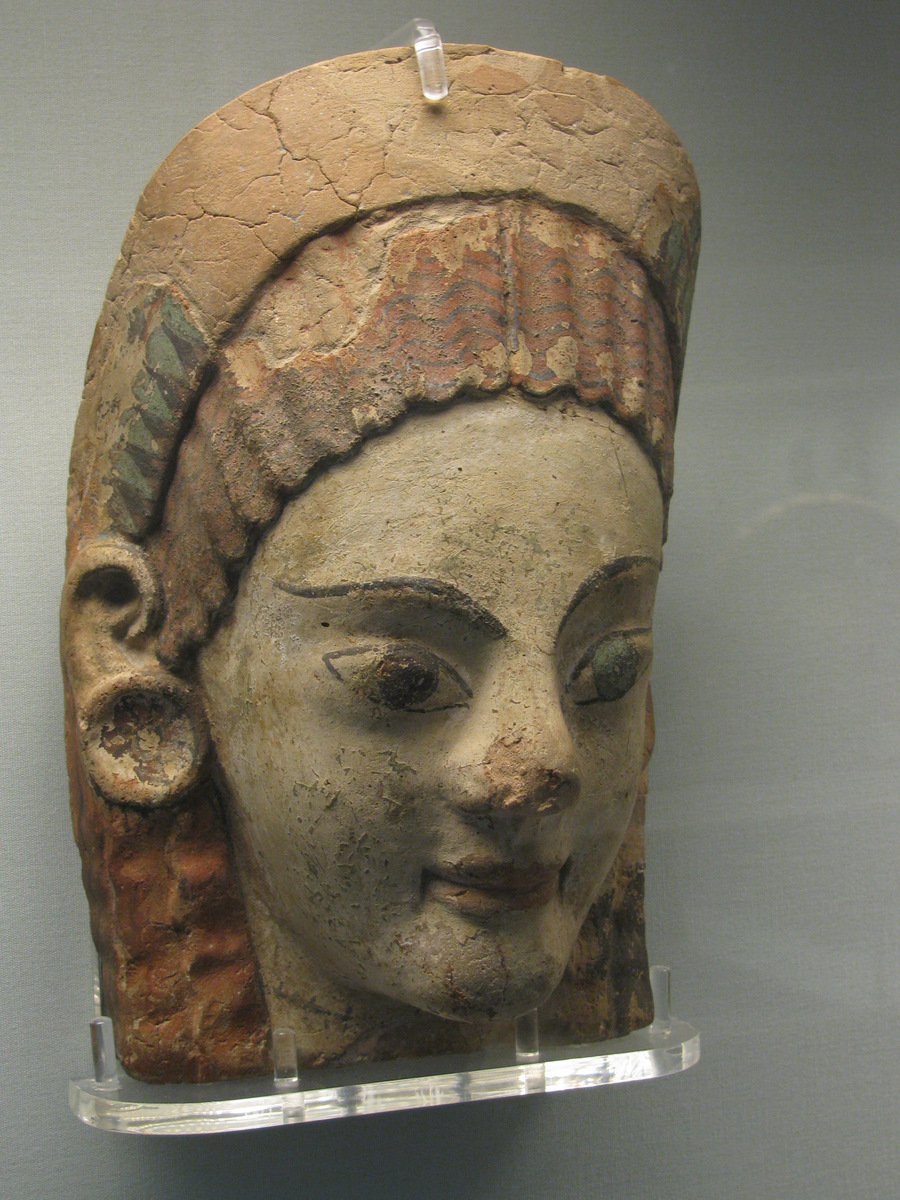
روقرنیزی اتروسکی از چروتری، قرن ششم قبل از میلاد، موزه بریتانیا، لندن
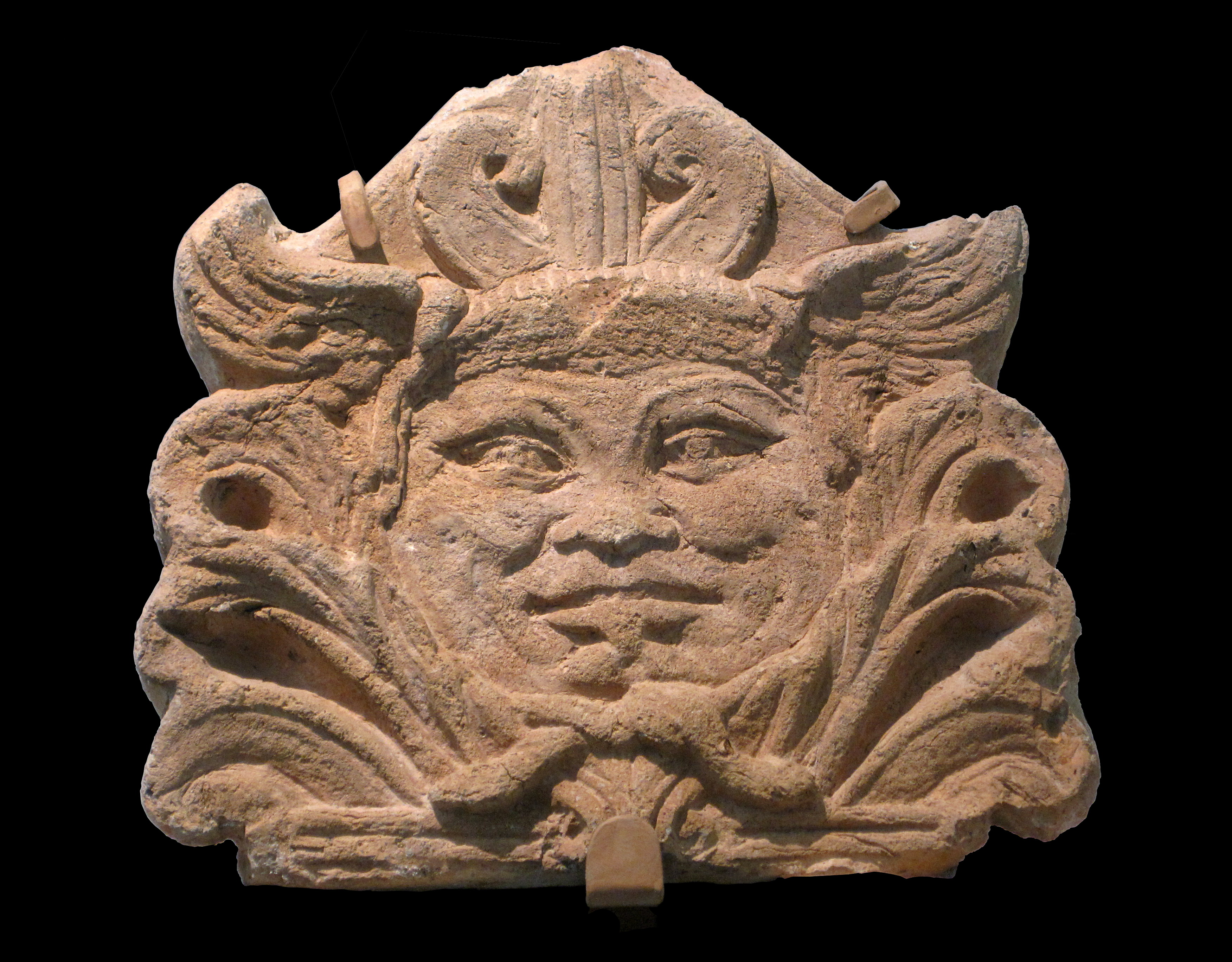
روقرنیزی اتروسکی از وولچی، قرن اول قبل از میلاد، واتیکان
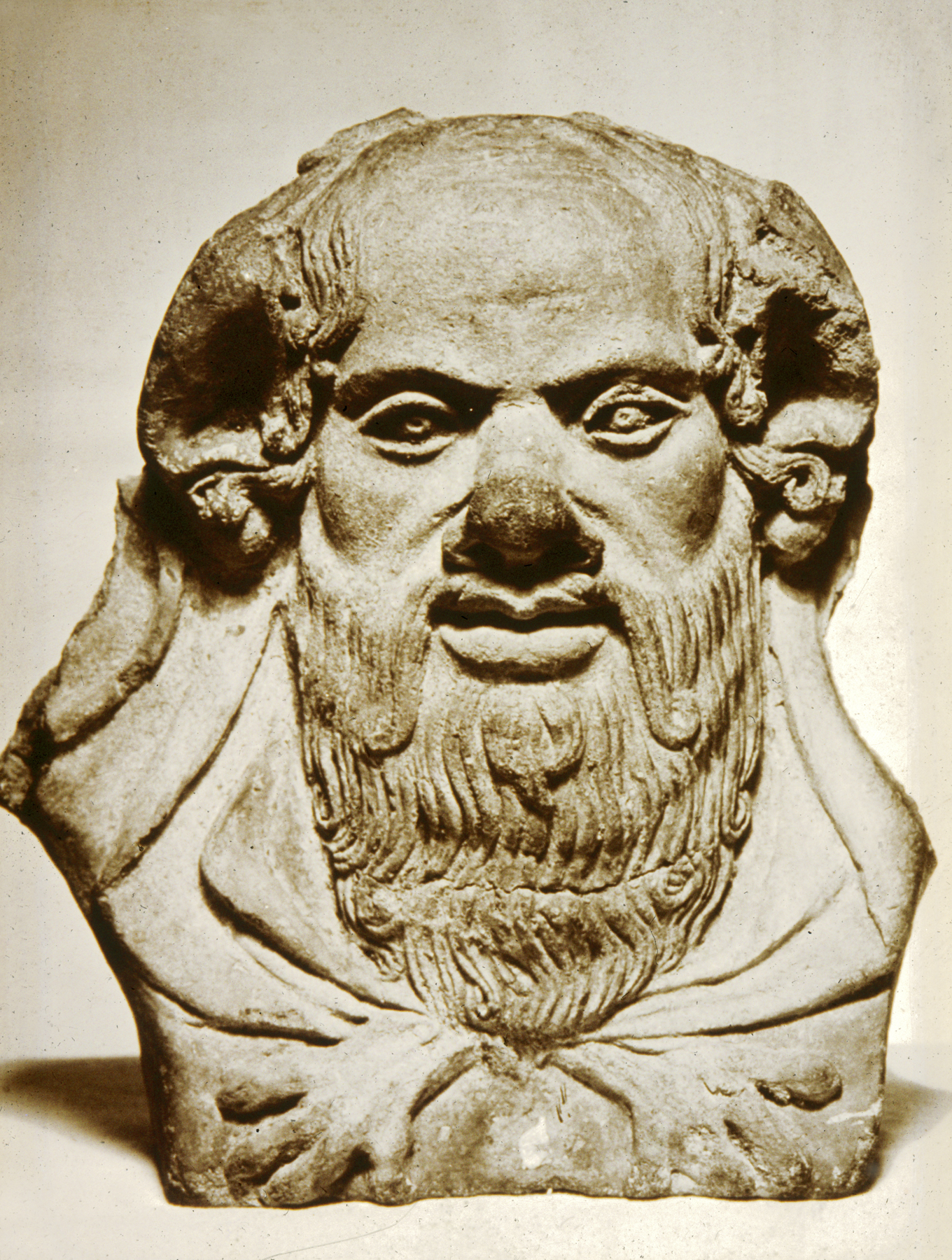
این روقرنیزی اتروسکی شخصیت اساطیری سیلنیوس را به تصویر می‌کشد. موزه هنر والترز، بالتیمور، مریلند.
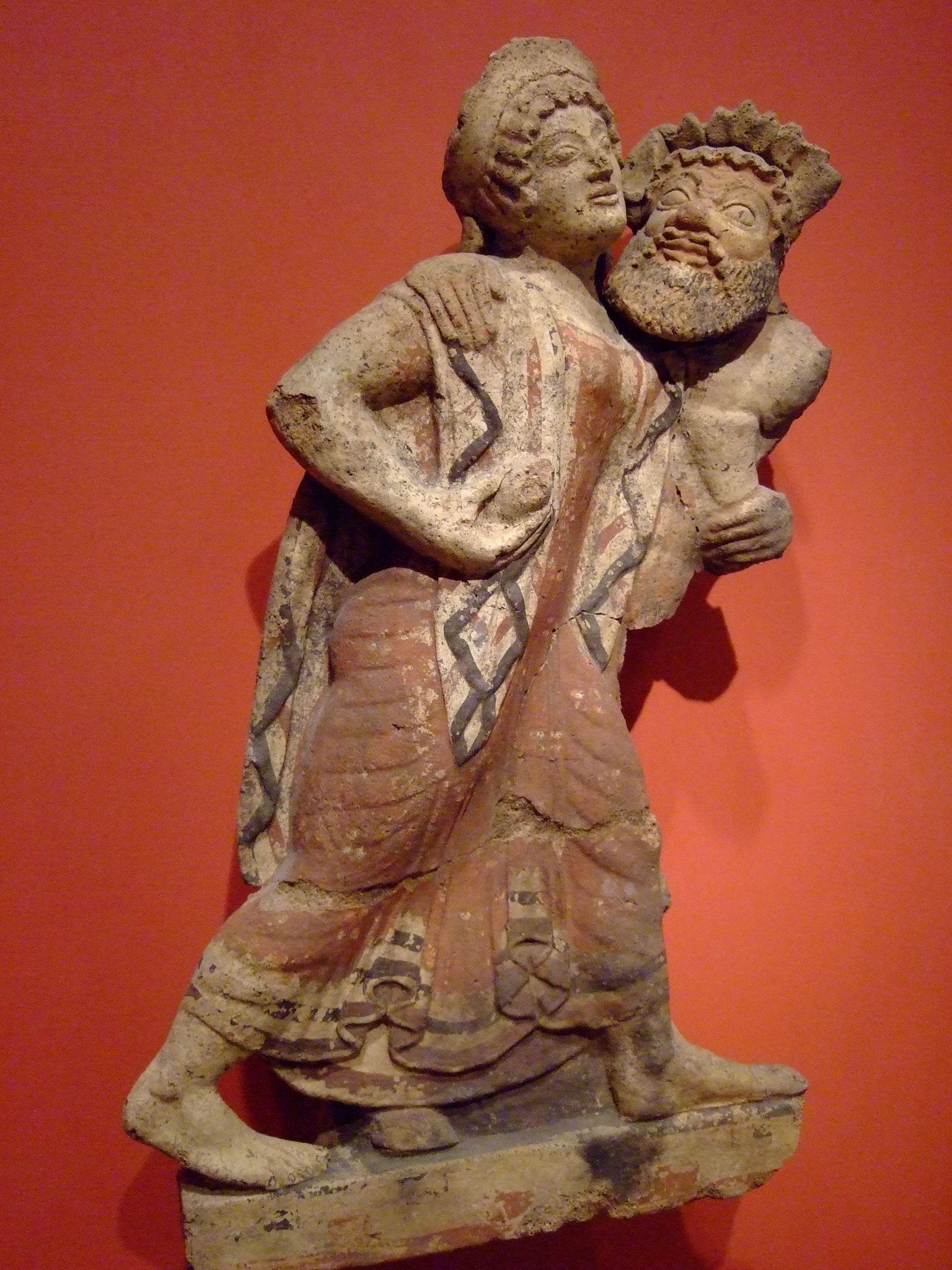
تزیین سقف (روقرنیزی) به شکل یک میناد رقصنده و یک ساتیر اتروسکی، ۵۰۰-۴۷۵ قبل از میلاد، گتی ویلا، لس آنجلس، کالیفرنیا
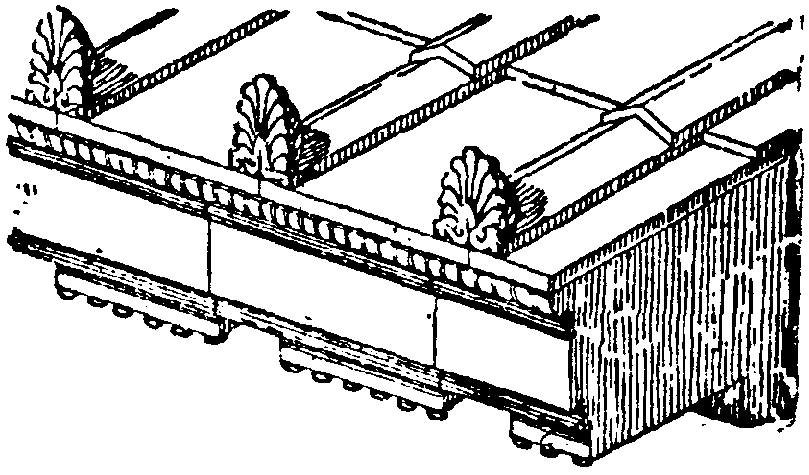
روقرنیزی‌ها در جایگاه خود